# Vauvillers (Somme)
Pour les articles homonymes, voir Vauvillers.
Vauvillers est une commune française située dans le département de la Somme, en région Hauts-de-France.

## Géographie

### Description
Village rural picard du Santerre, situé à proximité de l'ancienne route nationale 29 (actuelle RD 1029) et aisément accessible par les autoroutes A1 et A29.
En 2019, le village est desservi par les autocars du réseau inter-urbain Trans'80, Hauts-de-France (lignes no 47 et no 59).

### Hydrographie
La commune est située dans le bassin Artois-Picardie. Elle n'est drainée par aucun cours d'eau.

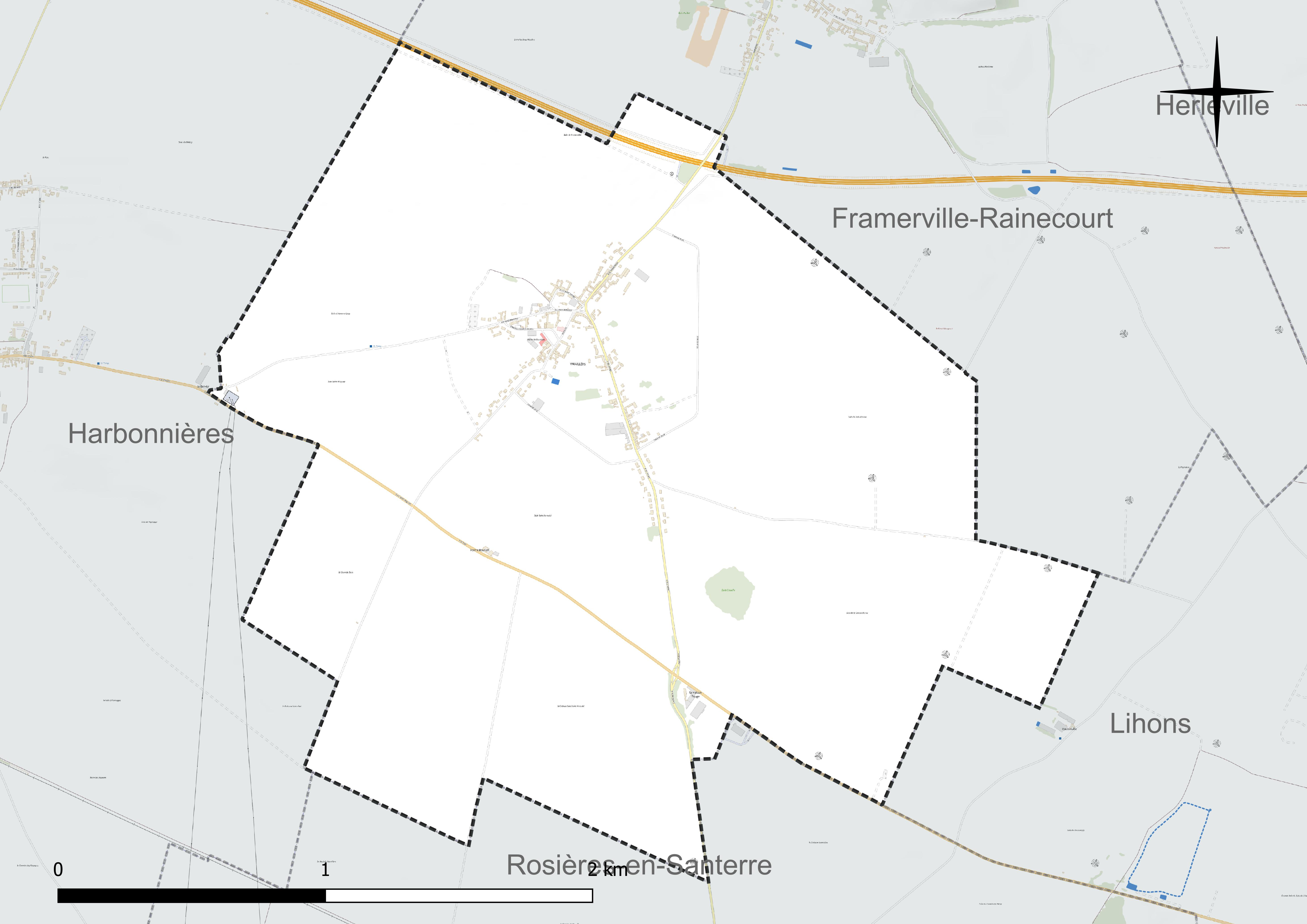
Réseau hydrographique de Vauvillers.

### Climat
Pour des articles plus généraux, voir Climat des Hauts-de-France et Climat de la Somme.
En 2010, le climat de la commune est de type climat océanique dégradé des plaines du Centre et du Nord, selon une étude du CNRS s'appuyant sur une série de données couvrant la période 1971-2000. En 2020, Météo-France publie une typologie des climats de la France métropolitaine dans laquelle la commune est exposée à un climat océanique et est dans la région climatique Nord-est du bassin Parisien, caractérisée par un ensoleillement médiocre, une pluviométrie moyenne régulièrement répartie au cours de l'année et un hiver froid (3 °C).
Pour la période 1971-2000, la température annuelle moyenne est de 10,5 °C, avec une amplitude thermique annuelle de 14,4 °C. Le cumul annuel moyen de précipitations est de 713 mm, avec 10,7 jours de précipitations en janvier et 8,7 jours en juillet. Pour la période 1991-2020, la température moyenne annuelle observée sur la station météorologique la plus proche, située sur la commune de Rouvroy-en-Santerre à 9 km à vol d'oiseau, est de 10,8 °C et le cumul annuel moyen de précipitations est de 635,8 mm,. Pour l'avenir, les paramètres climatiques de la commune estimés pour 2050 selon différents scénarios d'émission de gaz à effet de serre sont consultables sur un site dédié publié par Météo-France en novembre 2022.

## Urbanisme

### Typologie
Au 1er janvier 2024, Vauvillers est catégorisée commune rurale à habitat dispersé, selon la nouvelle grille communale de densité à sept niveaux définie par l'Insee en 2022.
Elle est située hors unité urbaine. Par ailleurs la commune fait partie de l'aire d'attraction d'Amiens, dont elle est une commune de la couronne,. Cette aire, qui regroupe 369 communes, est catégorisée dans les aires de 200 000 à moins de 700 000 habitants,.

### Occupation des sols
L'occupation des sols de la commune, telle qu'elle ressort de la base de données européenne d'occupation biophysique des sols Corine Land Cover (CLC), est marquée par l'importance des territoires agricoles (93,7 % en 2018), en augmentation par rapport à 1990 (91,6 %). La répartition détaillée en 2018 est la suivante : 
terres arables (93,7 %), zones urbanisées (6,3 %). L'évolution de l'occupation des sols de la commune et de ses infrastructures peut être observée sur les différentes représentations cartographiques du territoire : la carte de Cassini (XVIIIe siècle), la carte d'état-major (1820-1866) et les cartes ou photos aériennes de l'IGN pour la période actuelle (1950 à aujourd'hui).

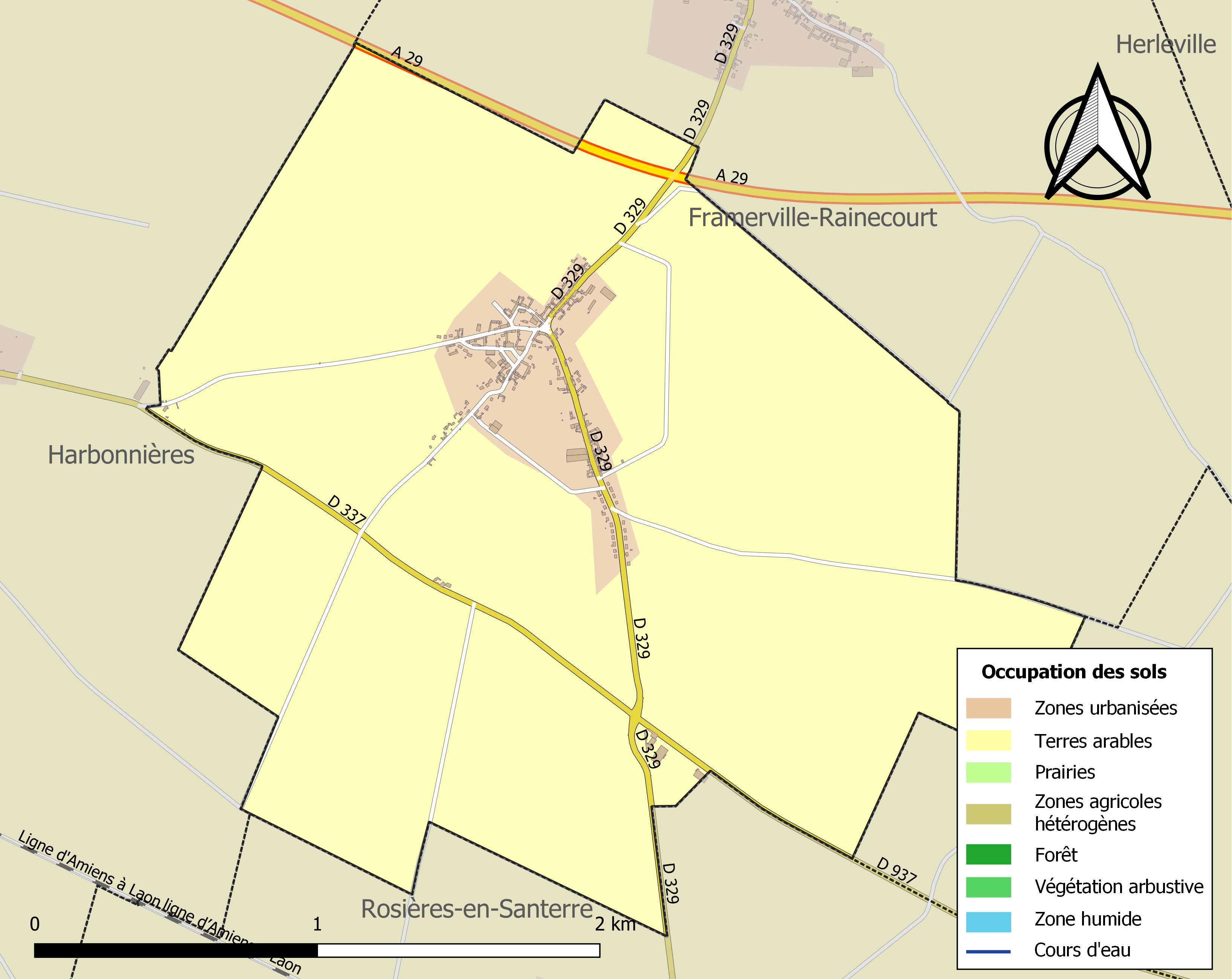
Carte des infrastructures et de l'occupation des sols de la commune en 2018 (CLC).

## Toponymie
Le nom de la localité est attesté sous les formes Vaviller (1147) ; Waviller (1184) ; Wauviler (1200) ; Wauviller (1295) ; Wavilla (1214) ; Vauviller (1275) ; Wauvilez (1301) ; Vauvillers en Santerre (1415) ; Wervilliers (1513) ; Veuvillier (1513) ; Vauvilliers (1567) ; Wauvillé en Santars (1637) ; Vuavillé (1638) ; Vauvillier (1648) ; Wavillé (1657) ; Wauvillers (1710) ; Vauvillé (1695) ; Vauvillers (1728).

## Histoire
Des traces d'occupation gallo-romaines ont été retrouvées dans la commune[réf. nécessaire].
Durant une partie du Moyen Âge, le village dépend de la seigneurie de Framerville[réf. nécessaire].
Première Guerre mondiale
Le village a été profondément marqué par la Première Guerre mondiale, pendant laquelle il a été détruit en partie. À la suite du rassemblement à Vauvillers et dans d'autres villages proches de nombreux régiments français durant la nuit du 26 au 27 août 1914 s'engage la première bataille de Proyart, le 29 août, au terme de laquelle les troupes françaises se retirent. Vauvillers ne redeviendra français que fin septembre 1914 et se trouve alors à l'arrière du front, traversé par les troupes montant au front, celles en revenant, les blessés, les approvisionnements, les prisonniers allemands... En 1915, les troupes anglaises remplacent l'armée française.
1916 est marquée en janvier et février par l'usage de gaz asphyxiants allemands à Frise et Chaulnes, qui sont ressentis au village. Le second trimestre est marqué par le regroupement de troupes, dans le cadre de la préparation de la Bataille de la Somme, qui dure du 1er juillet au 18 décembre 1916.
L'armée allemande se replie en 1917 sur la ligne Hindenburg (Cambrai - Saint-Quentin), et le front se déplace vers l'est. Le 21 mars 1918, les allemands lancent l'Offensive du printemps, une puissante offensive. Le village est évacué des populations civiles et réoccupé par les l'armée allemande. Le 9 août 1918, durant la bataille de Picardie (08-1918), la commune est reprise par l'armée australienne, l'Australian Army.
La commune est décorée de la Croix de guerre 1914-1918 le 27 octobre 1920.

## Politique et administration

### Rattachement administratifs et électoraux
La commune se trouve dans l'arrondissement de Péronne du département de la Somme. Pour l'élection des députés, elle fait partie depuis 1958 de la cinquième circonscription de la Somme.
Elle faisait partie depuis 1801 du canton de Chaulnes. Dans le cadre du redécoupage cantonal de 2014 en France, la commune est intégrée au canton de Ham.

### Intercommunalité
La commune était adhérente de la communauté de communes de Haute-Picardie créée en 1994 sous le nom de communauté de communes de Chaulnes et environs, et qui a pris sa dénomination de communauté de communes de Haute-Picardie en 1999.
Dans le cadre des dispositions de la loi portant nouvelle organisation territoriale de la République du 7 août 2015, qui prévoit que les établissements publics de coopération intercommunale (EPCI) à fiscalité propre doivent avoir un minimum de 15 000 habitants, la préfète de la Somme propose en octobre 2015 un projet de nouveau schéma départemental de coopération intercommunale (SDCI) qui prévoit la réduction de 28 à 16 du nombre des intercommunalités à fiscalité propre du département.
Le projet préfectoral prévoit la « fusion des communautés de communes de Haute Picardie et du Santerre », le nouvel ensemble de 17 954 habitants regroupant 46 communes,,. À la suite de l'avis favorable de la commission départementale de coopération intercommunale en janvier 2016, la préfecture sollicite l'avis formel des conseils municipaux et communautaires concernés en vue de la mise en œuvre de la fusion le 1er janvier 2017.
Cette procédure aboutit à la création au 1er janvier 2017 de la communauté de communes Terre de Picardie, dont la commune est désormais membre.

### Liste des maires
| Période                                  | Période                       | Identité        | Étiquette | Qualité |
| ---------------------------------------- | ----------------------------- | --------------- | --------- | --- |
| Les données manquantes sont à compléter. |                               |                 |           | |
| mars 2001                                | En cours (au 10 juillet 2020) | Annick Maréchal | DVD       | Agricultrice retraitée Vice-présidente de la CC de Haute Picardie (2014 → 2016) Vice-présidente de la CC Terre de Picardie (2017 → ) Réélue pour le mandat 2020-2026 |

## Démographie
L'évolution du nombre d'habitants est connue à travers les recensements de la population effectués dans la commune depuis 1793. Pour les communes de moins de 10 000 habitants, une enquête de recensement portant sur toute la population est réalisée tous les cinq ans, les populations de référence des années intermédiaires étant quant à elles estimées par interpolation ou extrapolation. Pour la commune, le premier recensement exhaustif entrant dans le cadre du nouveau dispositif a été réalisé en 2004.

En 2022, la commune comptait 218 habitants, en évolution de −15,18 % par rapport à 2016 (Somme : −1,26 %, France hors Mayotte : +2,11 %).
| 1793 | 1800 | 1806 | 1821 | 1831 | 1836 | 1841 | 1846 | 1851 |
| ---- | ---- | ---- | ---- | ---- | ---- | ---- | ---- | ---- |
| 317  | 309  | 344  | 384  | 415  | 460  | 445  | 442  | 447  |

| 1856 | 1861 | 1866 | 1872 | 1876 | 1881 | 1886 | 1891 | 1896 |
| ---- | ---- | ---- | ---- | ---- | ---- | ---- | ---- | ---- |
| 410  | 395  | 377  | 362  | 348  | 334  | 341  | 353  | 334  |

| 1901 | 1906 | 1911 | 1921 | 1926 | 1931 | 1936 | 1946 | 1954 |
| ---- | ---- | ---- | ---- | ---- | ---- | ---- | ---- | ---- |
| 321  | 304  | 280  | 226  | 222  | 241  | 235  | 263  | 224  |

| 1962 | 1968 | 1975 | 1982 | 1990 | 1999 | 2004 | 2006 | 2009 |
| ---- | ---- | ---- | ---- | ---- | ---- | ---- | ---- | ---- |
| 211  | 179  | 157  | 162  | 189  | 262  | 278  | 288  | 278  |

| 2014 | 2019 | 2022 | - | - | - | - | - | - |
| ---- | ---- | ---- | - | - | - | - | - | - |
| 262  | 225  | 218  | - | - | - | - | - | - |

## Culture locale et patrimoine

### Lieux et monuments
- Église Saint-Éloi de Vauvillers, dont les parties les plus anciennes, d'architecture romane, datent de la fin du XIIe siècle, avec la tour de croisée et le bras du transept du XIIe siècle. Le bâtiment a subi des remaniements correspondant aux styles gothique, renaissance (chœur et croisée du transept : XVIe siècle) et classique (nef et bas-côtés du XVIIe siècle). Le clocher date du XVIIe ou du XVIIIe siècle[32],[33]

Restaurée en 1920, elle est la seule église de l'ancien canton de Chaulnes restée debout après la Première Guerre mondiale.
Elle contient des fonts baptismaux en calcaire taillé du XIIIe siècle, classés monument historique.
- Oratoire dédié à la Vierge. Il est construit près de l'église en 1960, avec des pierres provenant de la carrière de Cappy[35].
- Rosieres British Cemetery, cimetière militaire du Commonwealth de la Première Gierre mondiale.

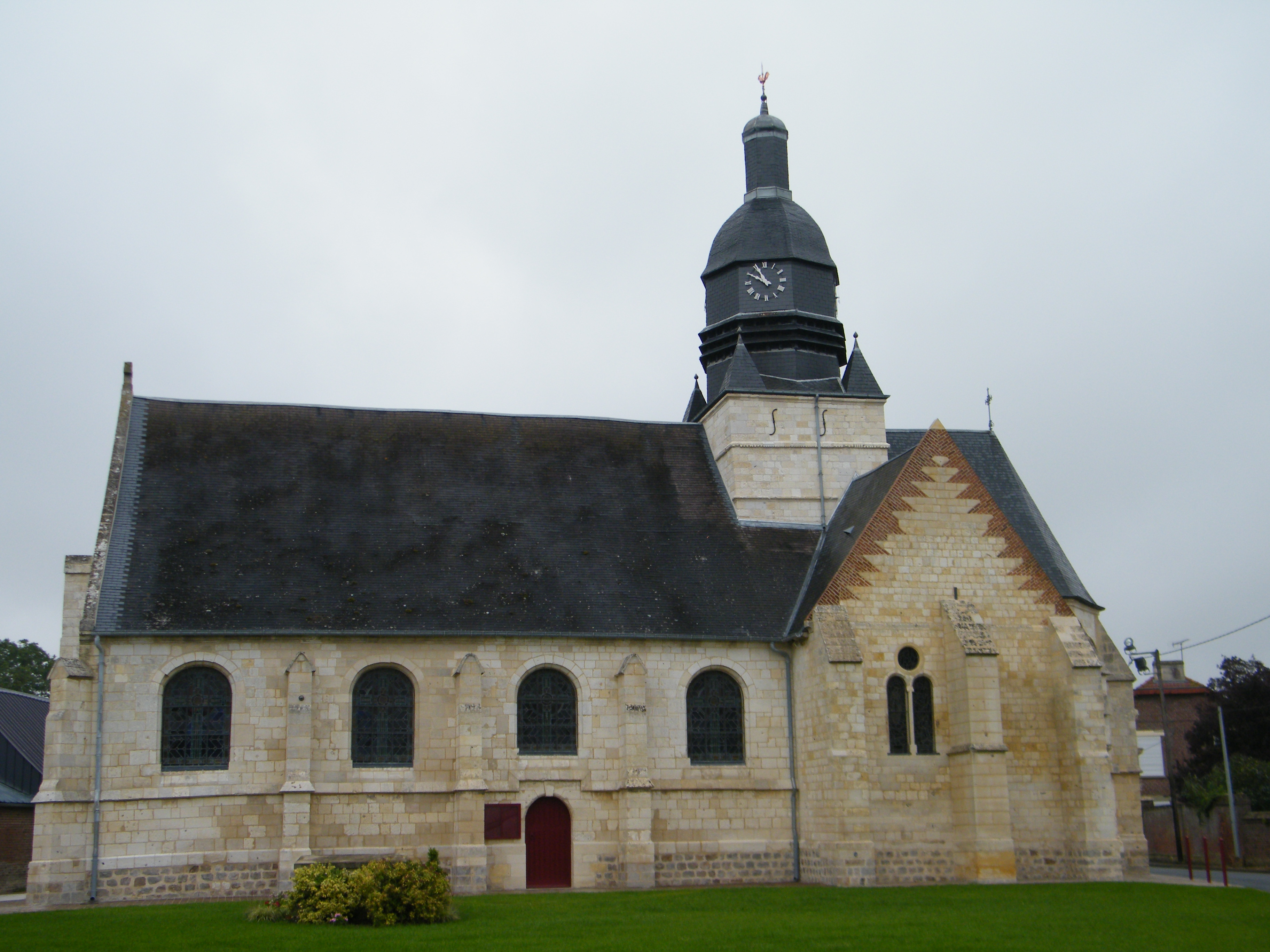
L'église Saint-Éloi.
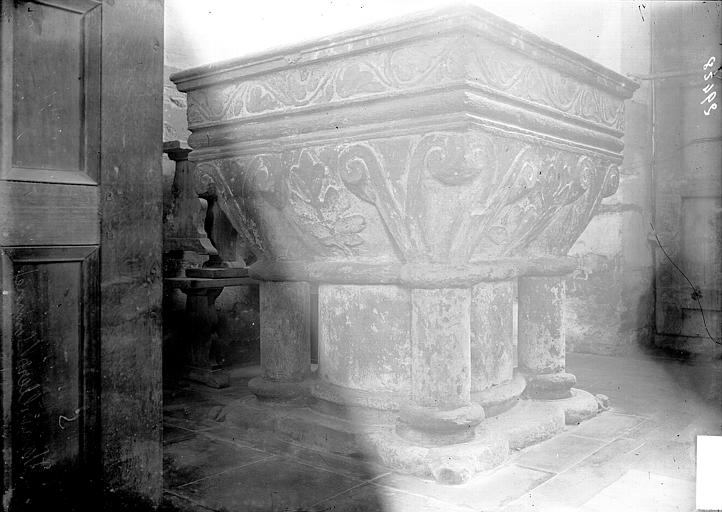
Les fonts baptismaux
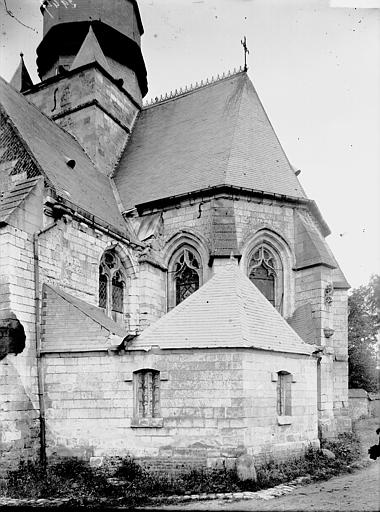
Le chevet de l'église au début du XXe siècle
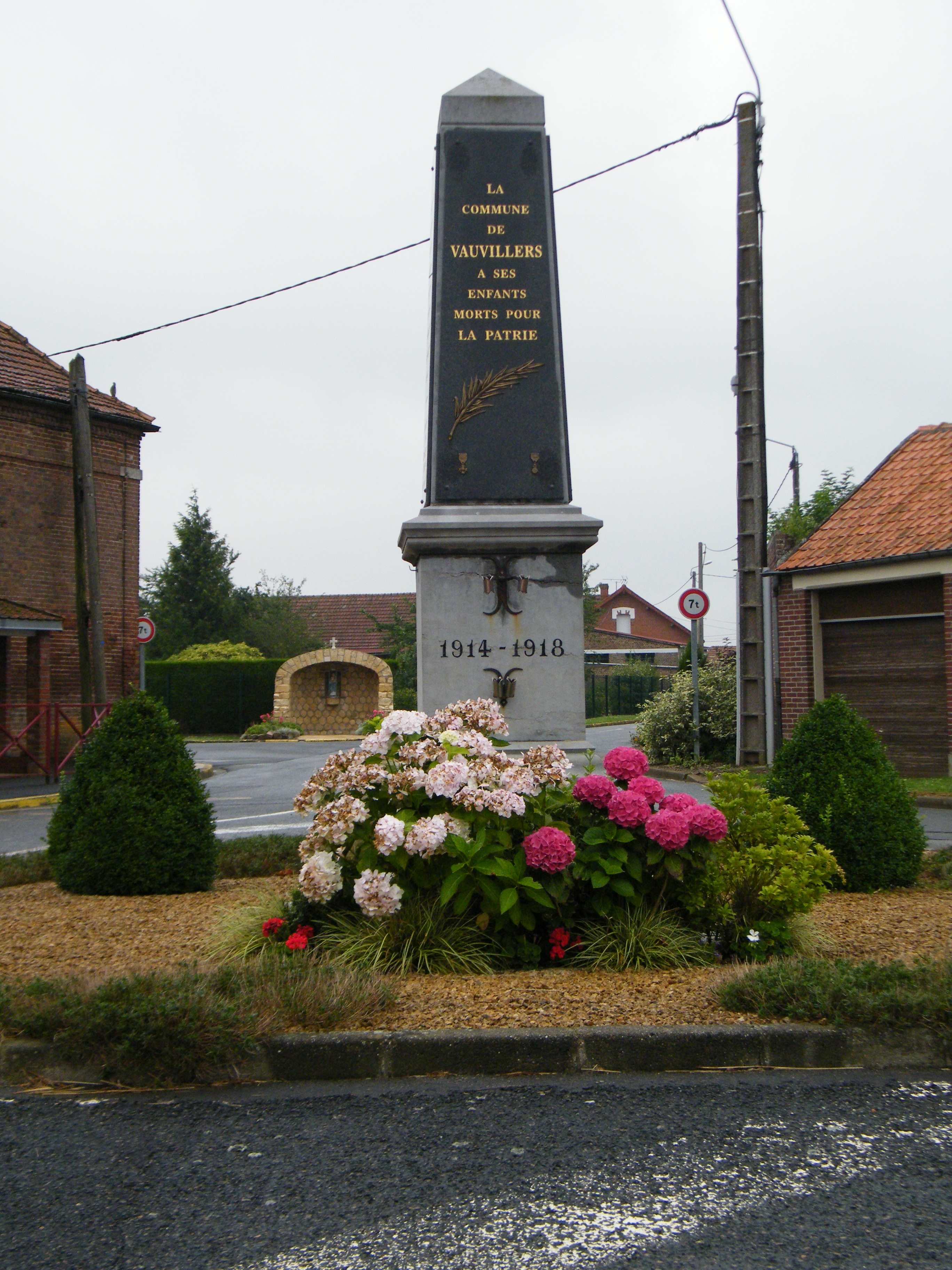
Le monument aux morts.
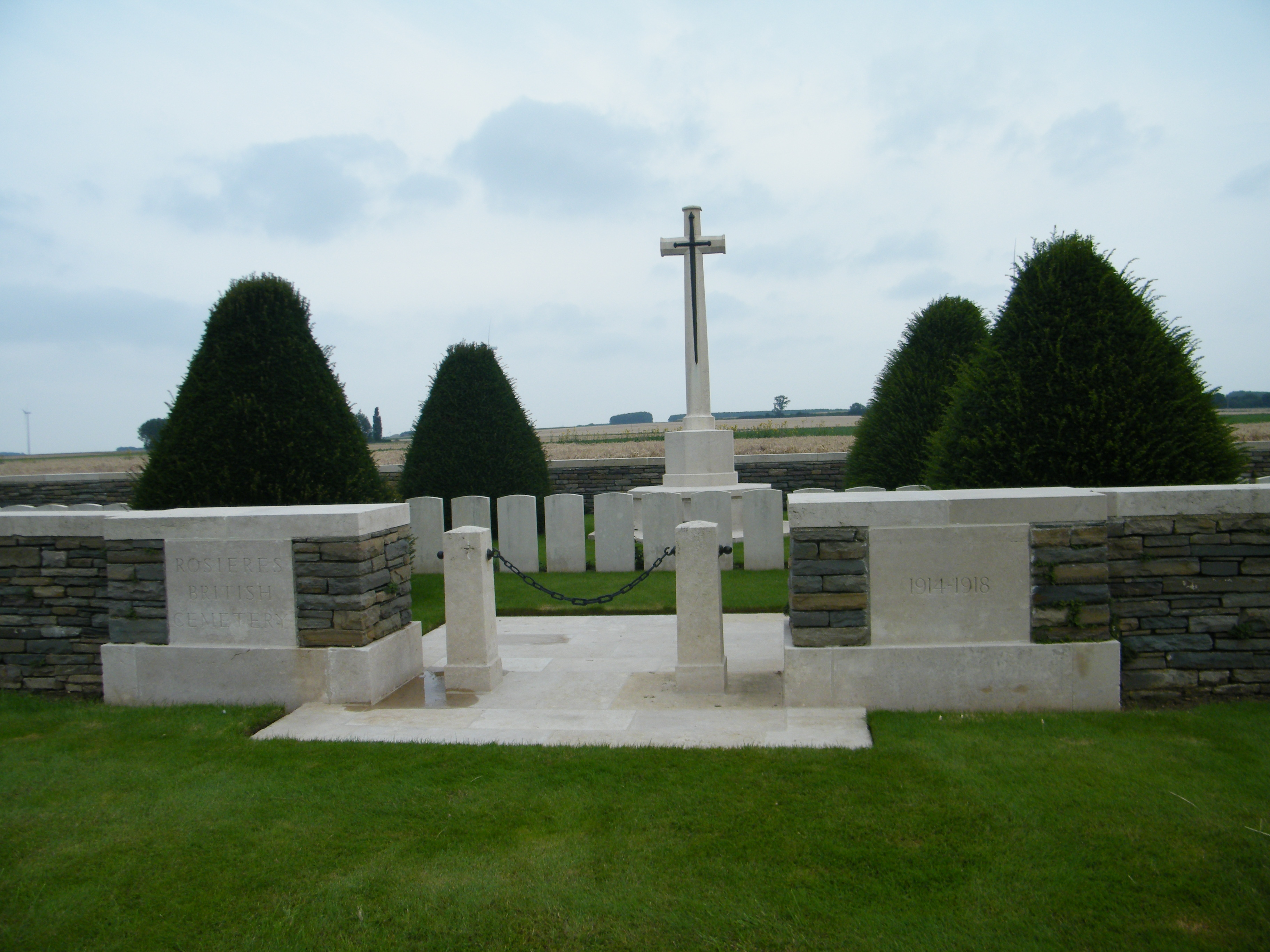
Cimetière militaire
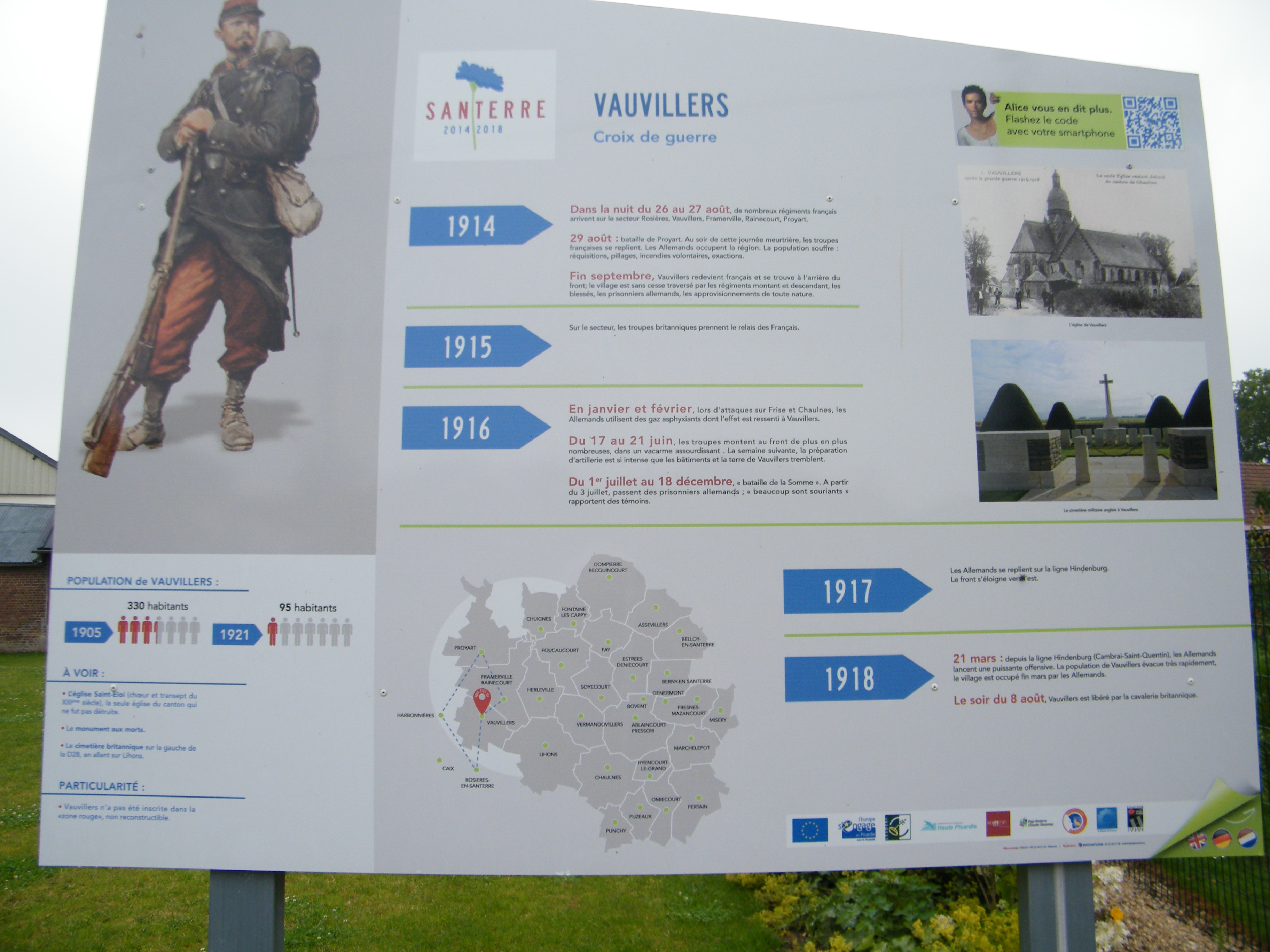
Histoire locale.
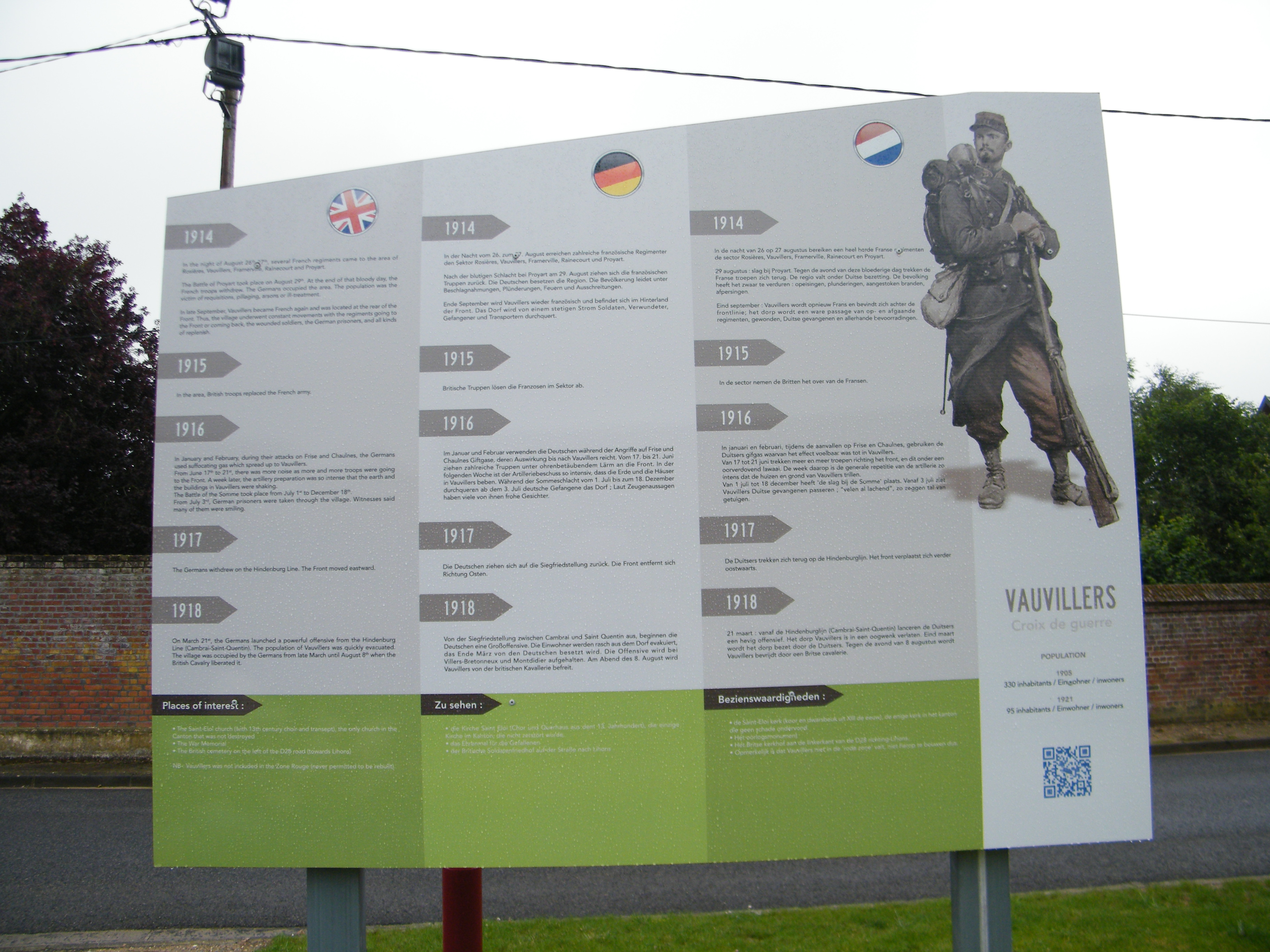
Histoire locale.